# Galacidalacidesoxyribonucleicacid
Galacidalacidesoxyribonucleicacid, également nommée Hommage à Crick and Watson (Découverte de l'ADN), est une huile sur toile peinte par Salvador Dalí en 1963. Le titre est un néologisme construit à partir du nom de sa femme Gala et de acide désoxyribonucléique en français et en anglais. Il est dédié à Francis Crick et James Dewey Watson, qui mirent au jour la structure de l'ADN en 1953.

## Présentation
Galacidalacidesoxyribonucleicacid représente « la vie et la mort » : l'artiste a voulu représenter cela grâce à l'ADN (acide désoxyribonucléique) et rendre par la même occasion hommage à James Watson et Francis Crick, auteurs de la découverte de la structure de l'ADN en 1953 qui leur valut d'obtenir le prix Nobel de physiologie ou médecine en 1962.
Le tableau est conservé dans la collection du Salvador Dali Museum de St. Petersburg, en Floride.
Le titre quelque peu surprenant de cette œuvre résulte d'une combinaison des noms de Gala, la femme de l'artiste, de l'acide désoxyribonucléique (ADN) et de Dalí lui-même.
Dalí affirma que cette double hélice était « la seule structure qui lie l'homme à Dieu »